# Pribočnik predsednika Republike Slovenije
Pribočnik predsednika Republike Slovenije je naziv za visokega častnika Slovenske vojske, ki spremlja predsednika Republike Slovenije na njegovih uradnih obiskih, državnih slovenstnostih oz. medtem ko predsednik opravlja svoje dolžnosti kot vrhovni poveljnik Slovenske vojske.
Trenutni pribočnik je polkovnik Branko Podbrežnik, namestnik pribočnika pa polkovnik Borut Cesar.

## Pravilnik
Pribočnika imenuje minister za obrambo Republike Slovenije na predlog načelnika Generalštaba Slovenske vojske in po predhodnem soglasju s strani predsednika države. V primeru, če je pribočnik zadržan zaradi drugih službenih obveznostih, lahko načelnik generalštaba imenuje njegovega namestnika za točno določeno priložnost. V skladu z Navodilom o izvrševanju obveznosti do predsednika republike na obrambnem področju mora pribočnik imeti najmanj čin podpolkovnika. Isto navodilo tudi določa, da v času opravljanja svojih dolžnosti je pribočnik nameščen v Uradu predsednika Republike Slovenije.
Prisotnost pribočnika na predsedniških aktivnostih sproti določa Protokol Republike Slovenije v sodelovanju z Uradom predsednika Republike Slovenije.
V Sloveniji pribočnik sodeluje na najbolj pomembnih državnih slovesnostih, uradnih obiskih najvišjih predstavnikov tujih držav ter pri dejavnostih predsednika kot vrhovnega poveljnika (uradni obiski poveljstev, enot, vaj,...). V primeru, če predsednik odpotuje v tujino, ga praviloma spremlja tudi pribočnik oz. njegov namestnik; njegova prisotnost je pogojena z naravo in programom obiska.
Pribočnik med opravljanjem svojih dolžnosti nosi tudi znak usposobljenosti Slovenske vojske: znak usposobljenosti SV - pribočnik predsednika RS.

## Seznam
- brigadir Peter Zupan
- brigadir Janez Kavar
- brigadir Anton Turk
- polkovnik Edmond Šarani
- polkovnik Jože Majcenovič
- polkovnik Ladislav Graber
- kapitan Ljubomir Kranjc (Ljubo Kranjc)
- polkovnik Anton Tunja
- polkovnik Janez Butara
- kapitan Renato Petrič
- major Andrej Bajt
- polkovnik Bojan Končan
- podpolkovnik Stojan Todorovski
- polkovnik Branko Podbrežnik
- podpolkovnik Srečko Matovič
- polkovnik Branko Podbrežnik, namestnik pribočnika polkovnik Borut Cesar